# Phacelia saxicola
Phacelia saxicola är en strävbladig växtart som beskrevs av Asa Gray. Phacelia saxicola ingår i Faceliasläktet som ingår i familjen strävbladiga växter. Inga underarter finns listade i Catalogue of Life.